# Майзель, Салий Сергеевич
Салий (Соломон) Сергеевич Майзель (11 [24] сентября 1900, Лепель, Витебская губерния — 7 апреля 1952, Москва) — советский языковед, семитолог, тюрколог. 

## Образование
Окончил дипломатический и экономический факультеты Московского института востоковедения (1926).
Кандидат филологических наук (1945).

## Карьера
В 1926—1928 годах работал в МИВ библиографом.
В 1928—1932 годах — сотрудник Торгового представительства СССР в Турции, в 1934—1936 и 1941—1942 годах — в Иране, в 1936—1938 годах — корреспондент ТАСС в Турции.

### Преподавательская деятельность
В 1932—1934 годах — преподаватель в Институте красной профессуры, в 1932—1934 и 1939—1941 годах — в МИВ, с 1940 года — в Высшей дипломатической школе Народного комиссариата по иностранным делам (МИД) СССР, с 1944 года — заведующий кафедрой Ближнего и Среднего Востока МГУ.

## Труды
Является автором ряда научных работ и учебных пособий, важнейшими из которых являются:
- Арабские и персидские элементы в турецком языке. — М., 1945.
- Учебник турецкого языка. — М., 1946.
- Изафет в турецком языке. — М.—Л., 1957.
- Пути развития корневого фонда семитских языков. — М., 1983.